# الليل والضباب (فلم 1956)

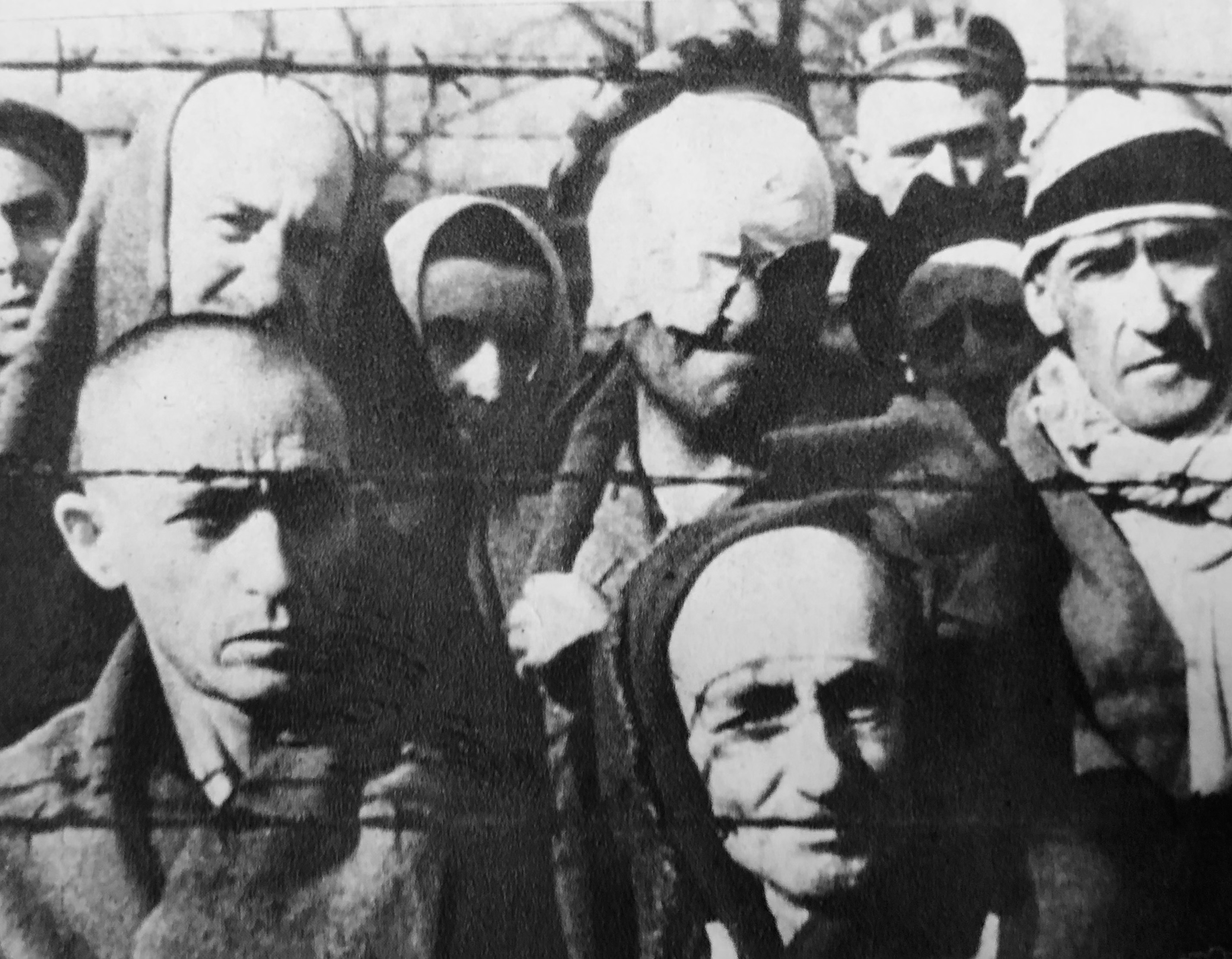
الليل والضباب.

الليل والضباب (بالفرنسية: Nuit et brouillard) هو فيلم أبيض وأسود وثائقي فرنسي قصير من إنتاج عام 1956 من إخراج آلان رينيه، تم إنتاجه بعد عشر سنوات من تحرير معسكرات الاعتقال النازية. العنوان مأخوذ من عملية الليل والضباب (بالألمانية: Nacht und Nebel) لعمليات الاختطاف والاختفاء التي أقرتها ألمانيا النازية. يعرض الفيلم الوثائقي أراضي أوشفيتز ومايدانيك المهجورة في بولندا المحتلة ويصف حياة السجناء في المعسكرات، تم عمل فيلم بالتعاون مع كاتب السيناريو جان كايرول، أحد الناجين من معسكر اعتقال ماوتهاوزن. قام النمساوي هانز إيسلر بتأليف موسيقى الموسيقى التصويرية.
من عام 1954 إلى عام 1955 تم تنفيذ عدد من الأنشطة للاحتفال بالذكرى السنوية العاشرة لتحرير فرنسا ومعسكرات الاعتقال. كان أحدها معرضًا برعاية أولغا ورمسير و  هنري ميشيل ، "المقاومة والتحرير والترحيل" ، والذي افتُتح في 10 نوفمبر 1954 في "معهد بيداغوجيك الوطني" ( المعهد القومي للتدريس) في باريس. استند المعرض إلى دراسة ميشيل و ورمسير ، التي نُشرت في وقت سابق عام 1954 في عدد خاص من "مراجعة تاريخ الحرب العالمية الثانية". تم تقديم أول إشعار عام بمشروع فيلم مقترح خلال البث الإذاعي في 10 نوفمبر 1954 يوم افتتاح المعرض، تمت دعوة منتجي الأفلام أناتول دومان وسامي هالفتون وفيليب ليفتشيتز إلى هذا المعرض وشعروا بضرورة إنتاج فيلم حول هذا الموضوع.
كان رينيه في الأصل مترددًا في صنع الفيلم ورفض عرضه حتى تم التعاقد مع كايرول لكتابة السيناريو. تم تصوير الفيلم بالكامل في عام 1955 ويتألف من لقطات معاصرة للمخيمات بالإضافة إلى لقطات مخزنة. وجد رينيه وكايرول صعوبة بالغة في صنع الفيلم بسبب طبيعته التصويرية وموضوعه. واجه الفيلم صعوبات مع الرقباء الفرنسيين غير الراضين عن لقطة لضابط شرطة فرنسي في الفيلم ، ومع السفارة الألمانية في فرنسا، في الأصل حاول إيقاف عرض الفيلم في مهرجان كان السينمائي. بعد إصداره تلقى الفيلم إشادة النقاد ولا يزال يحظى بثناء كبير حتى اليوم. أعيد عرضه على التلفزيون الفرنسي في جميع أنحاء البلاد في عام 1990 لتذكير الناس "بأهوال الحرب".

## روابط خارجية
- الليل والضباب على موقع أول موفي.
- الليل والضباب  في قاعدة بيانات الأفلام على الإنترنت (بالإنجليزية)
- الليل والضباب (فلم 1956) في روتن توميتوز.
- محاضرة سيلفي لينديبيرغ (باللغة الفرنسية) نسخة محفوظة 17 February 2008 على موقع واي باك مشين.
- فيلم الليل والضباب من قبل آلان رينيه على يوتيوب بالفرنسية. كومو فيلمز و أرغوس فيلمز و كوكنور الإنتاج المشترك.
- الليل والضباب مقال بقلم فيليب لوبات في شركة مجموعة كرايتيرين
- "الليل والضباب: الأصول والخلاف" مقال بقلم بيتر كوي في مجموعة كرايتيرين